# Internationale wissenschaftliche Korrespondenz zur Geschichte der deutschen Arbeiterbewegung
Die Internationale wissenschaftliche Korrespondenz zur Geschichte der deutschen Arbeiterbewegung (IWK) war eine viermal jährlich erscheinende geschichts- und politikwissenschaftliche Zeitschrift. Sie wurde herausgegeben am Otto-Suhr-Institut unter der Leitung von Peter Steinbach.
Die Zeitschrift erschien seit 1965. Sie enthielt Beiträge zur Geschichte der deutschen Arbeiterbewegung im weitesten Sinn. Neben den politischen Organisationen wurden auch Gewerkschaften und kulturelle Organisationen berücksichtigt. Neben Aufsätzen und Quelleneditionen wurden aktuelle Forschungsvorhaben sowie Tagungsberichte, Rezensionen und Miszellen veröffentlicht.
Anfangs war die Zeitschrift eine Publikation der Historischen Kommission zu Berlin. Von 1996 bis 2008 erschien sie in Verantwortung der Freien Universität Berlin. Die Redaktion hatte ihren Sitz in Berlin.
Neuer Verleger sollte darauf das Internationale Institut für Sozialgeschichte (IISG) in Amsterdam sein, doch scheiterte die Finanzierung. Bibliographisch nachweisbar sind keine Ausgaben unter der Herausgeberschaft des IISG. Die Zeitschrift stellte mit dem Jahrgang 2006, dessen letztes Heft aber erst 2008 erschien, ihr Erscheinen ein.
Zum wissenschaftlichen Beirat der Zeitschrift gehörten Andreas G. Graf, Helga Grebing, Peter Lösche, Hans Mommsen, Henryk Skrzypczak und Hermann Weber.